# Campionato italiano di hockey su ghiaccio 1975-1976
Il Campionato italiano di hockey su ghiaccio 1975-76 è stata la 42ª edizione della manifestazione.

## Serie A

### Formazioni
Le squadre iscritte al torneo da dieci diventano nove a causa delle defezioni di Diavoli Milano e Latemar Bolzano. L'SV Renon invece si aggiunge alle squadre già iscritte le ultime stagioni: HC Merano, SG Cortina, HC Gardena, HC Bolzano, Alleghe Hockey, Asiago Hockey, HC Auronzo e HC Brunico.

### Formula
La formula adottata rimane quella degli ultimi tornei: vi è un primo girone dove si affrontano tutte le iscritte al torneo. Al termine di tale girone, le prime quattro classificate (come in precedenza, non più quindi le prime sei come era avvenuto nelle ultime due stagioni) accedono ad un ulteriore girone dove si sfideranno per la conquista del titolo, le ultime cinque invece ad un secondo girone senza nulla in palio.

### Campionato

#### Secondo Girone
L'Hockey Club Gardena vince il suo secondo scudetto.

Formazione Campione d'Italia: Lucio Brugnoli – Herbert Frisch – Georg Goller – Norbert Goller – Adolf Insam – Toni Insam – Fabrizio Kasslatter – Gottfried Kasslatter – Erwin Kostner – Walter Kostner – Marco Obletter – Lasse Oksanen – Guido Paur – Paul Pescosta – Hans Piccolruaz – Josef Runggaldier – Egon Schenk – Roland Stuffer – Dave Tomassoni – Adolf Uberbacher – Jorma Valtonen.

Allenatore: Walter Piccolruaz.